# Petra Havlasová
Pour les articles homonymes, voir Havel (homonymie).
Petra Havlasová, mieux connue sous le nom de Kelly Havel et née en Norvège le 2 janvier 1978 de parents tchèques, est une actrice pornographique norvégienne.

## Biographie
Petra est partie tenter sa chance aux États-Unis à 18 ans. Elle apparut dans Penthouse en juin 1998, puis dans de nombreux films, dont trois avec Andrew Blake, sous le pseudonyme bien plus connu de Kelly Havel.

## Filmographie
1. The Complete Sarah Haden Bondage Anthology (2002) (V) (Kelly Havel)
2. Naked and Struggling (2002) (V) (Kelly Havel)
3. Private Casting X 33: Victoria (2001) (V) (Victoria)
4. House of Legs 8: RH&T's, ASAP (2000) (V) (Victoria)
5. House of Legs 9: MagniPHique (2000) (V) (Victoria)
6. Private Casting X 15: Anita's First Time (1999) (V) (Victoria)
7. America's 10 Most Wanted 4 (1998) (V) (Kelly Havel)
8. Bad Habits (1998) (V) (Victoria)
9. Delirious (1998) (Kelly Havel)
10. Femalien II (1998)
11. Obsession in High Heels (1998) (V) (Kelly Havel)
12. Pick-Up Lines 32 (1998) (V)
13. Pink Hotel on Butt Row (1998) (V)
14. Wild (1998) (V) (Kelly Havel)